# جيم ميريت
جيم ميريت (بالإنجليزية: Jim Merritt)‏ هو لاعب كرة قاعدة أمريكي، ولد في 9 ديسمبر 1943 في ألتادينا في الولايات المتحدة.